# Салли Макфэг
Салли Макфэг (25 мая 1933, Куинси — 15 ноября 2019, Ванкувер) — американский христианский теолог-феминистка, наиболее известная своим анализом того, как метафора лежит в основе того, как человек может говорить о Боге. Она применила этот подход, в частности, к экологическим проблемам, много писала о заботе о Земле, как если бы она была «телом» Бога. Была теологом в Ванкуверской школе богословия.

## Жизнь и карьера
Макфэг родилась 25 мая 1933 года в Куинси, штат Массачусетс . Её отец, Морис Грэм Макфаг, работал оптометристом. Её мать, Джесси Рид Макфэг, была домохозяйкой. У Макфэг была сестра Морин (1929 г.р.). Макфэг получил степень бакалавра гуманитарных наук по английской литературе в 1955 году в Колледже Смита и степень бакалавра богословия в Йельской школе богословия в 1959 году. Затем она получила степень магистра гуманитарных наук в Йельском университете в 1960 году и получила докторскую степень в 1964 году. — переработанная версия её докторской диссертации, опубликованная в 1966 году под названием « Литература и христианская жизнь» . В 1977 году она получила LittD в колледже Смита.
В Йельском университете она находилась под сильным влиянием диалектического богословия Карла Барта, но получила важную новую точку зрения от своего учителя Х. Ричарда Нибура с его оценкой заботы либерализма об опыте, относительности, символическом воображении и роли привязанностей. Она находилась под сильным влиянием Гордона Кауфмана.
Салли Макфэг была выдающимся теологом в Ванкуверской школе богословия. Она также была богословом в резиденции в Объединённой церкви Данбара Райерсона в Ванкувере. В течение тридцати лет Макфэг преподавала в Школе богословия Университета Вандербильта в Нэшвилле, штат Теннесси, где она была профессором богословия Карпентера. Являлась членом англиканской церкви Канады.
Макфэг вышла замуж за Юджина Теселлеа в 1959 году. У них было двое детей: Элизабет (род. 1962) и Джон (род. 1964). Пара развелась в 1976 году. Позже Макфэг женилась на Джанет Коули, и они были вместе до самой смерти.
Макфэг умерла в Ванкувере, Британская Колумбия, 15 ноября 2019 года.

## Язык богословия
В понимании Макфэг язык христианского богословия обязательно являлся конструкцией человеческого творения, инструментом, чтобы очертить, насколько это возможно, природу и пределы нашего понимания Бога. Согласно Макфэг, то, что мы знаем о Боге, является конструкцией и должно пониматься как интерпретация: Бог как отец, как пастырь, как друг, но не буквально что-то из этого. Хотя такие языковые привычки могут быть полезными (поскольку, по крайней мере, в западном мире люди больше привыкли думать о Боге в личных, а не в абстрактных терминах), они становятся ограничивающими, когда настаивают на том, что Бог всегда и только (или преимущественно) так.

### Метафора как способ говорить о Боге
Макфэг заметила, что «богословие — это в основном вымысел», но множество образов или метафор может и должно усиливать и обогащать наши модели Бога. Самое главное, новые метафоры могут помочь наполнить содержанием новые способы понимания Бога, соответствующие «нашему времени» и более адекватные модели для решения неотложных с этической точки зрения задач, стоящих перед человечеством, в первую очередь задачи заботы об экологически хрупкой планете.
Макфэг отмечала, что «мы строим миры, в которых живем, но мы также забываем, что сделали это». В этом свете её работа понимается как "помощь в разоблачении упрощенческих, абсолютистских представлений об объективности « в отношении заявлений, которые язык предъявляет к Богу. И такие образы, как правило, не нейтральны: в понимании Макфэг (и многих феминистских теологов) образы Бога обычно встроены в определённую социокультурную и политическую систему, например патриархальную, которую феминистская теология широко критикует — она утверждала, что „ есть личностные, реляционные модели, которые были подавлены в христианской традиции из-за их социальных и политических последствий“. Но „уловка“ удачной метафоры, будь то в науке или теологии, заключается в том, что она способна породить модель, которая, в свою очередь, может дать жизнь всеобъемлющей концепции или мировоззрению, которое выглядит как последовательное объяснение всего — выглядит как „реальность“ или „правда“. По мнению Макфага, именно так комплекс „мужских“ образов Бога долгое время функционировал на христианском Западе, но делал это таким образом, что угнетал всех, кроме (привилегированных) мужчин. Итак, представление о Боге как об „отце“, „господине“ или „царе“ теперь, казалось бы, неизбежно вызывает в воображении гнетущие ассоциации „собственности“, повиновения и зависимости и, в свою очередь, сознательно или неосознанно диктует целый комплекс установок, реакции и поведения со стороны верующих- теистов .